# Cai Tianxiong
Cai Tianxiong (蔡添雄S, Cài TiānxióngP; 26 dicembre 1954) è un ex pallanuotista cinese, che ha partecipato alle Olimpiadi estive di Los Angeles 1984.
Ha vinto tre ori ai Giochi Asiatici, nel 1978, 1982 e 1986, sempre nella pallanuoto.